# Dredy

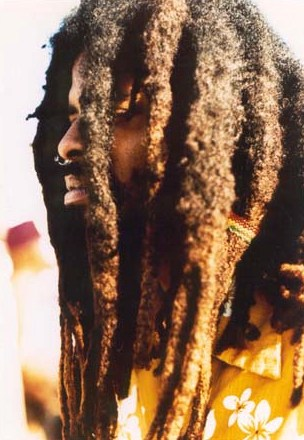
Muž s dredy

Dredy (také dready, anglicky dreadlocks) jsou zacuchané prameny vlasů.

## Tvorba nových dredů
Dredy mohou vzniknout buď přirozeně, například nečesáním a nebo slepením mořskou vodou, nebo v současnosti běžněji uměle, tj. zacucháním a zaháčkováním například ve specializovaném studiu. Vlasy se rozdělí na pravidelné plochy čtverců či trojúhelníků, takto vzniklé prameny se pomocí tenkého háčku utahují, vtahují směrem dovnitř a dlaněmi válejí.
Vytvořením dredů se vlasy zkrátí přibližně o třetinu jejich původní délky, přičemž se jako minimální potřebná délka vlasů uvádí 10–20 cm Nově vytvořené dredy se doporučuje minimálně první dva týdny nemýt.
Některé umělé metody využívají také vosky a opalování pramenů, což je mnohými studii považováno za chybné a vlasy silně poškozující.
Na vlastní dredy je také možné naplést podobně zacuchaný umělý vlas kanekalon, pro který stačí délka vlasů 5 cm. Jeho výhodou je barevné spektrum umělých dredů a možnost prodloužení v libovolné délce. Tato metoda je nazývána silky dreds.

## Historický vývoj a rozšíření

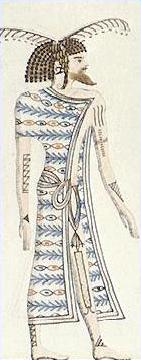
Starověký Libyjec s dredy a tetováním

Poprvé je existence účesu připomínajícím dredy doložená již z dob starověkého Egypta, kdy je nosili příslušníci kmenů obývajících oblast dnešní Libye (snad předkové Berberů). O pletencích vlasů se hovoří také v Bibli, nosil je např. hrdina Samson, který si v důsledku zasvěcení nesměl stříhat vlasy. Nevíme však, zda se jednalo o dredy nebo spíše o copánky, podobná nejasnost panuje též u starořeckých Sparťanů. Podobné účesy jsou široce rozšířené v subsaharské Africe, kde nosí příslušníci mnoha etnik copánky nebo dredy, často ztužené pomocí tuku, hlinky a někdy i kravského trusu. Od starověku jsou rozšířené také v Indii, kde se označují sanskrtským slovem džata (jata). Nosí je zejména hinduističtí sádhuové (asketové) a jógíni, kteří mají někdy podobným způsobem zapletené i vousy. Také božský patron sádhuů a jógínů, bůh Šiva, je vyobrazen s účesem podobajícím se dredům. Indičtí sádhuové nosí dredy většinou vyčesané vzhůru a stočené do velkého uzlu na temeni. Dredy nosili i šamani některých indiánských kmenů, kteří si nesměli z rituálních důvodů stříhat vlasy.

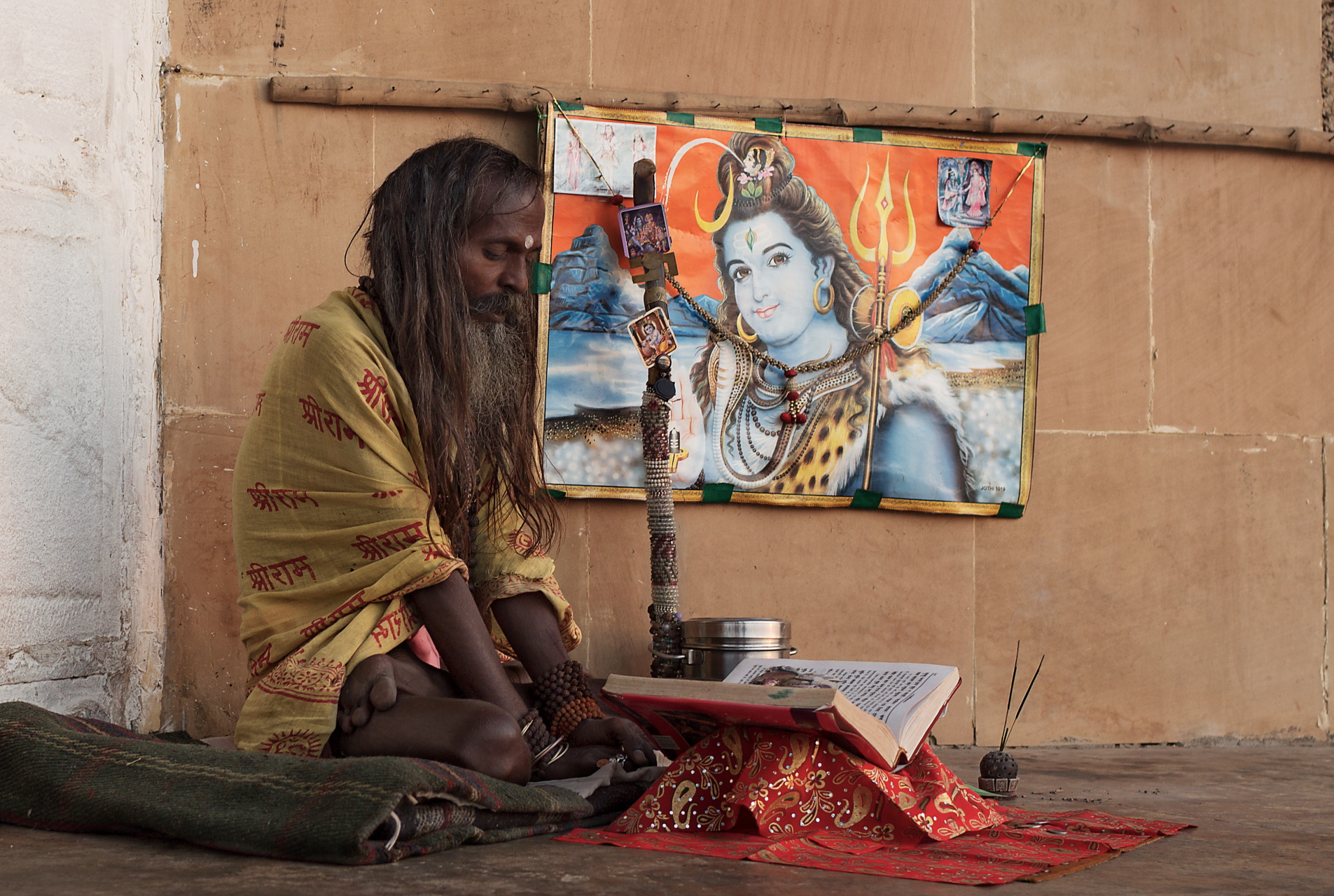
Indický sádhu s dredy

V obecné představě jsou dredy spojené hlavně s rastafariánstvím. Jamajští rastafariáni je začali nosit jako náboženský symbol spojený s Biblí, jelikož měly upomínat jednak na nestříhané, zapletené vlasy statečného Samsona, a také na lví hřívu, protože lev je původně symbol izraelského kmene Juda, s nímž se rastafariáni ztotožňují. Z Jamajky se móda dredů, ovšem již bez náboženské symboliky, rozšířila do dalších západních zemí. O její expanzi se postaral zejména král reggae, Bob Marley, který zpopularizoval nejen hudbu, ale i životní styl a módu Jamajčanů celému světu. Dredy nosí (nosili) mimo Marleyho také Zack de la Rocha nebo Mike Bordin. Od konce 20. stol. nosí dredy mnoho alternativně smýšlejících mladých lidí i v České republice, někdy se tato móda mylně spojuje s hnutím hippies, což je chybné, protože hippies dredy nikdy nenosili – jejich typickým účesem byly dlouhé, rozpuštěné vlasy stažené čelenkou nebo šátkem.

## Péče
Dredy je samozřejmě potřeba pravidelně mýt, je však zapotřebí se vyvarovat šampónů s kondicionéry a balzámy.
Vlasy vyčnívající z dreadů by se neměly stříhat. Je třeba hlídat, aby nerostly naplocho, a je nutné je tvarovat pomocí tenkého háčku používaného k háčkování. Háček se prostrčí dredem k vyčnívajícímu pramínku vlasů, které se namotají na jeho špičku a provleče se zpět. Takto se postupuje, dokud se vyčnívající pramen nedostane dovnitř dredu. Zabrání se tím také nežádoucímu zužování dredu.
Ačkoli dredům nositel musí věnovat neustálou péči, časem se zkvalitňují a jsou pevnější.

## Odstranění
Při odstraňování dreadlocků nemusí být hlava vyholena, jak bývá často mylně uvedeno, přestože jde nepochybně o metodu nejrychlejší a zcela nutnou v případě dredů zpevněných voskem. I při pouhém jejich ostříhání jsou podstatnou nevýhodou zbývající velmi krátké vlasy. Dredy lze před ostříháním také nechat částečně odrůst, vlasy tím však na několik měsíců vypadají neupraveně. Alespoň částečné odstřižení se doporučuje na konci dredů, kde se nacházejí vlasy již mrtvé, většinou s odlišnou barvou a bez lesku.
Jinou, byť značně pracnou možností je využití lehce odrostlých vlasů u hlavy a následně postupné rozpletení dredů. Začíná se odstřižením jejich konečků a dále se postupuje buď takzvanou mokrou metodou, kdy se dredy rozplétají za pomoci množství vlasových prostředků (šampon, kondicionér, vlasový olej), anebo metodou suchou, při které se opět využije tenký háček. Oba zmíněné postupy vyžadují trpělivost a zručnost v délce dnů až týdnů.